# István Bibó

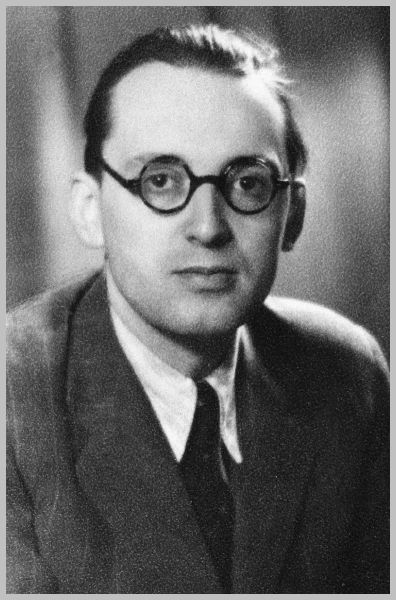
István Bibó, ca. 1935

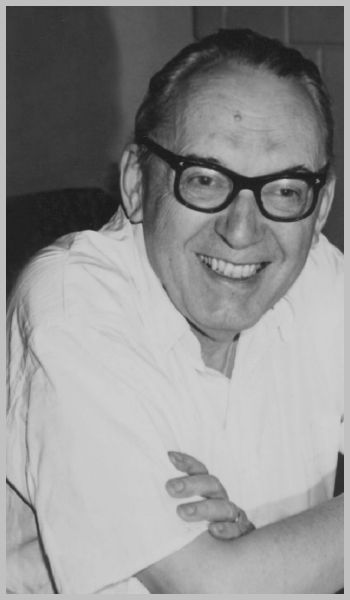
István Bibó, ca. 1970

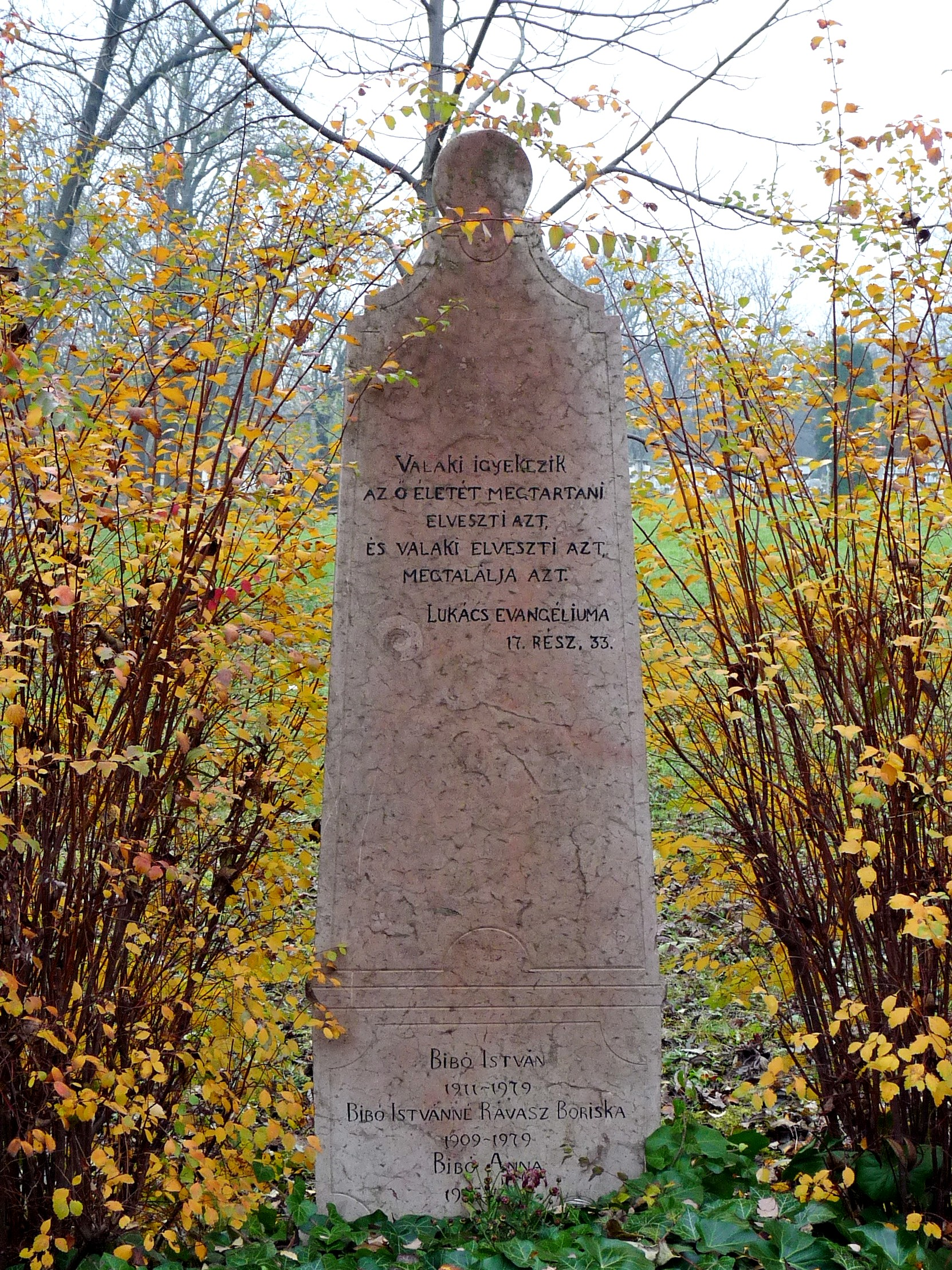
Grabstein von Bibó (Aufnahme 2014)

István Bibó (* 7. August 1911 in Szeged, Österreich-Ungarn; † 10. Mai 1979 in Budapest) war ein ungarischer Rechtsanwalt, Rechtswissenschaftler und Politiker während der Regierungszeit Miklós Horthys und nach dem Zweiten Weltkrieg.

## Leben
Istvan Bibó entstammte der kleinen ungarischen Bildungsschicht adeliger Herkunft. Das politische Schicksal seines Heimatlandes Ungarn, das im Friedensvertrag von Trianon 1920 rund zwei Drittel seines früheren Territoriums verlor, prägten sein historisches Interesse. Er studierte an der Universität Szeged sowie in Wien, Paris, Den Haag und Genf Geschichte, Internationales Recht und Rechtsphilosophie und promovierte zur Frage von Sanktionen im internationalen Recht. Gemeinsam mit dem Ökonomen Béla Reitzer und dem Soziographen und Populisten Ferenc Erdei schloss er sich der seit April 1937 gegründeten Márciusi Front („Märzfront“) an, einer Bewegung linker Intellektueller, die die Lösung der Agrarfrage durch eine Landreform zugunsten der besitzlosen Bauernschaft propagierte und die Demokratisierung der osteuropäischen Staaten fordert. Ungarn näherte sich während der Zeit ab 1933 unter Ministerpräsident Gyula Gömbös aufgrund wirtschaftlicher Krisen und revisionistischer Propaganda politisch immer mehr dem nationalsozialistischen Deutschland an.
Bibó begann seine berufliche Karriere als Beamter am Gericht und wurde 1938 Mitarbeiter des ungarischen Justizministeriums. 1940 wurde er Privatdozent für Staatswissenschaft an der Universität Szeged. Am 27. Juni 1941 trat Ungarn auf Seiten der Achsenmächte in den Krieg gegen die Sowjetunion ein. Während des Zweiten Weltkriegs begann Bibó ab Dezember 1942 mit einer größeren Studie über die Prinzipien eines künftigen Friedensschlusses in Europa mit dem Wunsch, die Schwächen des Friedensvertrages von Versailles zu überwinden und den Grundstein für eine stabile politische Ordnung in Osteuropa zu legen. Kern seiner Studie war der Vorschlag einer gerechten Grenzziehung, die sich auf ethnisch-sprachlichen, nicht historisch-politischen Kriterien begründen sollte. Nicht historische oder moralische Argumente, sondern das Selbstbestimmungsrecht der Völker sollte nach Ansicht von Bibó eine künftige Friedensordnung bestimmen. Ein Teil dieser Arbeit erschien erst 1946 mit dem Titel „Die Misere der osteuropäischen Kleinstaaterei“. Ab 1943 nahm die ungarische Regierung Verbindung mit den Alliierten auf. Als diese Kontakte den Deutschen bekannt wurden, besetzten sie am 19. März 1944 das Land und setzten eine Kollaborationsregierung unter Döme Sztójay ein, die sofort mit der Deportation der jüdischen Bevölkerung begann. Mit der Machtübernahme der Pfeilkreuzler verhalf Bibó Juden zur Flucht, indem er ihnen Pässe ausstellte. Im Sommer 1944 blieb er weiterhin politisch aktiv und verfasste im Namen der ungarischen Arbeiterschaft das „Friedensangebot“ an den ungarischen Mittelstand, ein Versuch innerhalb der Márciusi Front einen neuen Weg zwischen dem liberal-kapitalistischen und kommunistischen Ordnungsmodell zu finden. Im Oktober 1944 wurde er vorübergehend inhaftiert. Die Sowjetunion eroberte von November 1944 bis März 1945 Ungarn und befreite es.
Im Februar 1945 wurde Bibó in die im Dezember 1944 von der Sowjetunion eingesetzte provisorische nationale Regierung Ungarns aufgenommen, wo er an der Seite von Innenminister Ferenc Erdei Leiter der Abteilung für Gesetzesvorlagen im Innenministerium war und bei der Erarbeitung des Wahlrechtsgesetzes mitarbeitete und damit die Parlamentswahl am 4. November 1945 vorbereitete. Er hatte zeitweilig den Posten des Innenministers inne, trat jedoch aus Protest gegen die Vertreibung der Ungarndeutschen und enttäuscht von den langsamen Fortschritten der Demokratisierung in Ungarn zurück. Ende 1945 verfasste er eine Studie mit dem Titel „Die Krise der ungarischen Demokratie“ und warnte darin vor den politischen Aktionen der Kommunisten. Ab 1946 lehrte er als Professor am Lehrstuhl für Politikwissenschaft an der Universität Szeged. Mit dem Machtantritt der durch die sowjetische Besatzungsmacht unterstützten Kommunisten wurde Bibó 1948 Lehrverbot erteilt. Ab 1950 arbeitete er als Bibliothekar an der Universitätsbibliothek Budapest.
Im Oktober 1956 beteiligte sich Bibó an der Neuorganisation der Nationalen Bauernpartei (Nemzeti Parasztpárt; NPP), die sich ab dem 1. November 1956 Petőfi-Partei nannte. In der Regierung von Imre Nagy wurde er Staatsminister der Koalitionsregierung. Durch seine politischen Denkschriften („Die Lage Ungarns und die Weltlage“) wurde Bibó zum Symbol des geistigen Widerstandes. In der US-Botschaft in Budapest bat er am 4. November 1956 um Unterstützung für die ungarische Regierung. Er war während des ungarischen Volksaufstandes und dem Einmarsch der Sowjetarmee der letzte Minister, der das ungarische Parlament am 6. November 1956 verließ. Anstatt sich in Sicherheit zu bringen, wartete er auf seine Gegner und schrieb währenddessen seine Erklärung „Für Freiheit und Wahrheit“.
Im Mai 1957 wurde Bibó verhaftet und im August 1958 zu lebenslanger Haft verurteilt. Nach seiner Amnestierung 1963 war er wieder an der Bibliothek des ungarischen Zentralamts für Statistik tätig. 1979 verstarb er infolge eines Herzinfarktes.

### Die deutsche Hysterie
Im Jahre 1942 schrieb István Bibó ein Werk, dessen Wirkung bis heute fortdauert, Die deutsche Hysterie. Er analysiert dort die Deformation des deutschen kollektiven Bewusstseins. Die Deutschen seien unfähig gewesen, die Hindernisse beiseite zu räumen, die der Begründung eines Nationalstaats unter der Führung der Bourgeoisie im Weg lagen und damit dem Entwicklungsweg der führenden europäischen Nationen zu folgen. Die Antwort auf dieses Versagen sei eine Disposition zur kollektiven Hysterie gewesen, deren Symptome Inferioritätsgefühle und damit übersteigertes Selbstbewusstsein, mangelnde Wahrnehmung der wirklichen Kräfteverhältnisse und die fixe Idee waren, Opfer einer internationalen Verschwörung zu sein. Es sei die „deutsche Hysterie“ gewesen, die Hitler an die Macht und nicht nur den Deutschen die Katastrophe des Zweiten Weltkriegs brachte.

## Schriften (Auswahl)
- A német hisztéria okai és története (1944). In: István Bibó: Összegyüjtött munkai Európai Protestáns Magyar Szabadegyetem. Bern 1982, Band 1, S. 107–183. 
  - Die deutsche Hysterie, Ursachen und Geschichte. Übersetzung Hans-Henning Paetzke. Nachwort György Dalos. Frankfurt, 1991
- Die Misere der osteuropäischen Kleinstaaterei, Verlag Neue Kritik, 2005, ISBN 3-8015-0254-6. geschrieben 1942–1943, Erstveröffentlichung 1946.
- Zur Judenfrage. Am Beispiel Ungarns nach 1944, Frankfurt am Main, 1990, Verlag Neue Kritik, 1989 ISBN 3-8015-0230-9.
- Deformierter ungarischer Charakter – ungarische Geschichte auf Irrwegen, 1948: Kakanien revisited, Fallstudie 2002 (PDF; 325 kB).